# Edward Frederick Kelaart
Il Tenente Colonnello Edward Frederick Kelaart (Ceylon, 21 novembre 1819 – 31 agosto 1860) è stato un fisico e naturalista britannico di origine olandese-tedesca.
Dopo la laurea in medicina, Kelaart fu assistente-chirurgo a Gibilterra tra il 1843 e il 1845, ma in seguito si trasferì a Ceylon (l'attuale Sri Lanka), dove lavorò per il Servizio Medico locale. Sull'isola divenne un membro attivo del ramo singalese della Società Reale Asiatica. Nel 1852 pubblicò Prodromus fauna Zeylanica, la prima opera dedicata interamente alla fauna dello Sri Lanka.
A Nuwara Eliya, una località al centro dell'isola, raccolse grandi collezioni di rettili che inviò a Edward Blyth. Il passeriforme Lonchura kelaarti deve a lui il nome scientifico.
Kelaart morì nel corso di un viaggio di ritorno in Inghilterra.